# 罗讷河畔拉莫特
罗讷河畔拉莫特（法語：Lamotte-du-Rhône，法語發音：[lamɔt dy ʁon]）是法国普罗旺斯-阿尔卑斯-蓝色海岸大区沃克吕兹省的一个市镇，属于阿维尼翁区。该市镇2009年时的人口为398人。

## 人口
罗讷河畔拉莫特人口变化图示
| 数据来源：INSEE |